# Giuseppe Culicchia

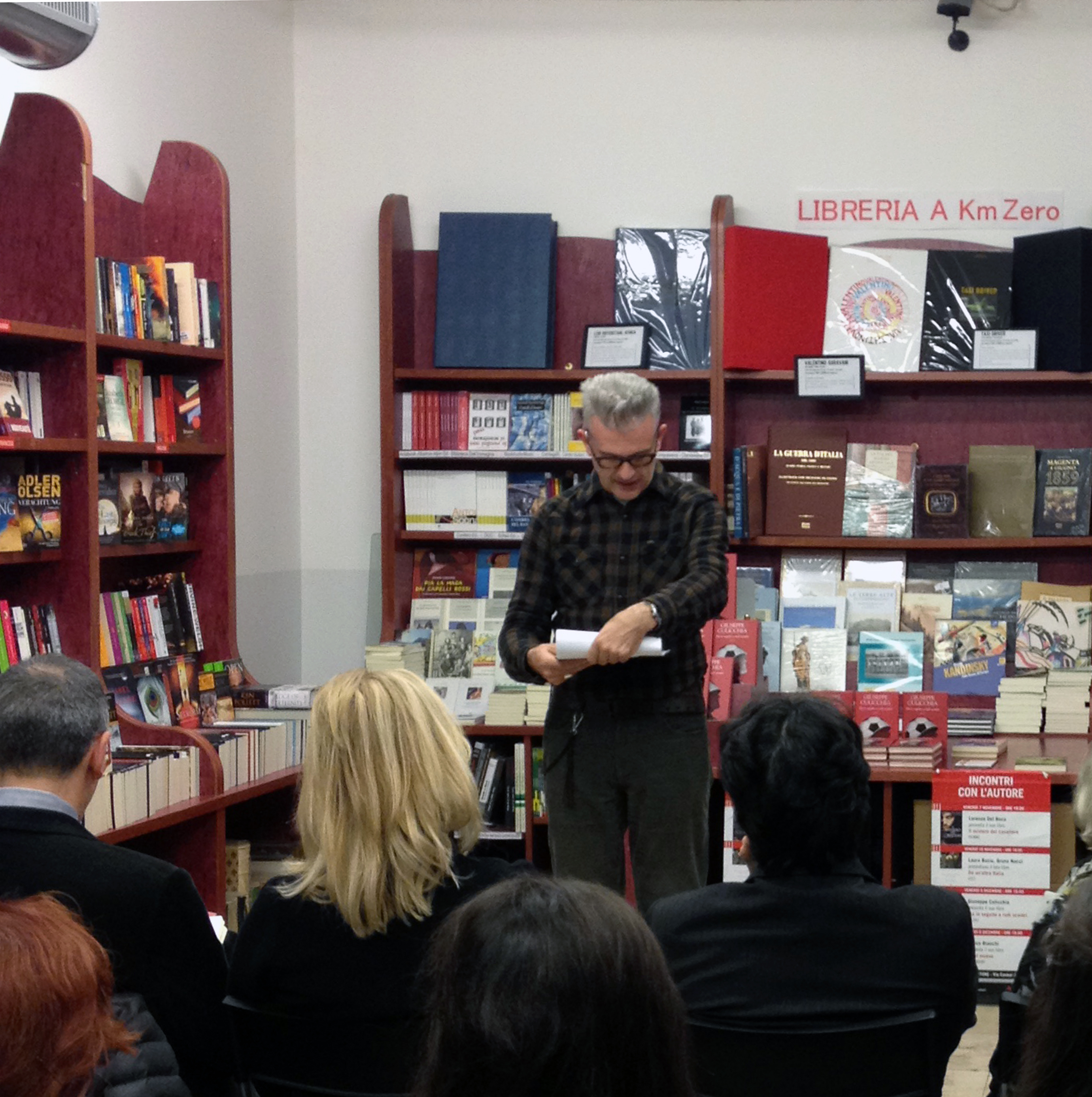
Giuseppe Culicchia (2014)

Giuseppe Culicchia (* 30. April 1965 in Turin) ist ein italienischer Bestseller-Autor und freier Journalist. Sein erster Roman „Knapp daneben“ wurde mit dem Premio Montblanc und dem Grinzane Cavour ausgezeichnet.
In Culicchias Geburtsort Turin sind auch viele seiner Romane angesiedelt.

## Biographie
Culicchia verfasste bereits als Kind kleine Erzählungen und begann nach der Schulausbildung ein Literatur- und Philosophiestudium, das er jedoch ohne Abschluss abbrach.  Sein großes literarisches Vorbild war Ernest Hemingway. 1990 wurde er von Pier Vittorio Tondelli entdeckt, der einige seiner Erzählungen in der Anthologie „Papergang-Under 25“ veröffentlichte.  Sein erster Roman „Knapp daneben“ („Tutti giù per terra“) erschien 1994, wurde ein Überraschungserfolg und erhielt den Premio Montblanc und den Premio Grinzane Cavour. 1997 wurde das Buch von Davide Ferrario mit Valerio Mastandrea verfilmt, 1995 erschien eine Fortsetzung unter dem Titel „Kommt gut“ („Paso doble“).
Außer als Schriftsteller arbeitet Culicchia auch als Übersetzer und freier Journalist, u. a. bei den Zeitungen La Stampa und Torinosette. 2001 erschien von ihm eine Neuübersetzung des Romans „American Psycho“ von Bret Easton Ellis ins Italienische. Zu den Büchern „Mein Freund Anselm“ („A Spasso con Anselm“) und „Liberi tutti, quasi“ fertigte Culicchia auch die Illustrationen an.
Culicchias Werke wurden ins Deutsche, Französische, Holländische, Griechische, Spanische, Katalanische, Russische und Südkoreanische übersetzt.

## Rezeption
Seit seinem Überraschungserfolg „Tutti giù per terra“ (1994) gilt Culicchia als einer der authentischsten und originellsten jungen Schriftsteller Italiens. In den meisten seiner Romane beschäftigt er sich, oft auf ironische und surreale Weise mit dem heutigen Italien und seinen Problemen, wiederkehrende Themen sind dabei das Problem der Anpassung, des Außenseitertums, der Integration. Seine Protagonisten sind häufig typische Antihelden, erfolglose Außenseiter, ohne Ideale oder Perspektiven. Bereits der Protagonist seines ersten Romans, Walter, erscheint so als auf nahezu allen Gebieten erfolgloser junger Mann, der weder an der Universität noch im Umgang mit Gleichaltrigen noch mit Mädchen zurechtkommt. In „Tutti giù per terra“ zeigt Culicchia auf amüsante Weise die Zerbrechlichkeit und die Unsicherheit der Welt von Jugendlichen, ihre Ängste, Einsamkeit, sozialen Probleme und die ganz normale Verrücktheit der Welt der Erwachsenen.
Mit dem Ameisenbären Anselm schaffte Culicchia nach eigener Aussage in „A Spasso Con Anselm“ und „Liberi tutti, quasi“ seinen ersten positiven Helden, der zwar als Ameisenbär ebenfalls Außenseiter in der menschlichen Gesellschaft ist, jedoch mit einem ausgeprägten Sinn für Gerechtigkeit und großer Sensibilität ausgestattet ist und sich mit erstaunlicher Hartnäckigkeit für das einsetzt, was er für richtig hält. Doch auch diese Bücher setzten sich mit dem heutigen Italien auseinander, wobei sich Culicchia des Blicks Anselms bedient, um Italien und Probleme wie Arbeitslosigkeit, Vorurteile und Rassismus aus einem anderen Blickwinkel schildern zu können.

## Werke
- Knapp daneben. (Tutti Giù per terra, 1994); in deutscher Sprache: dtv, München 1998, ISBN 3-423-20077-4.
- Kommt gut. (Paso doble, 1995); in deutscher Sprache: dtv, München 2002, ISBN 3-423-12617-5.
- Bla Bla Bla. (Bla bla bla; 1997)
- Ambarabà (2000)
- Mein Freund Anselm. (A Spasso Con Anselm; 2001)
- Liberi tutti, quasi. (2002)
- Es gibt Tage, da wird alles gut. (Il paese delle meraviglie; 2004, dt.2006)
- Torino è casa mia. Editori Laterza, Torino 2005 ISBN 8842075841.
- Ecce toro. (2006)
- Muri e duri. Analisi, esegesi fenomenologia comparata e storie dei reperti vandalici in Torino. (2006)
- Sicilia, o cara - un viaggio sentimentale.  Feltrinelli, 2010 (ISBN 978-88-07-88122-0)[1]

## Verfilmungen
- 1997: Blei an den Flügeln (Tutti Giù per terra)